# Oratosquilla kempi
Oratosquilla kempi is een bidsprinkhaankreeftensoort uit de familie van de Squillidae. De wetenschappelijke naam van de soort is voor het eerst geldig gepubliceerd in 1931 door Schmitt.